# Менон (сатрап Сирии)
Менон (др.-греч. Μένων; IV век до н. э.) — македонский сатрап Сирии.
Арриан упоминает Менона, сына Кердима, которого Александр Македонский назначил сатрапом Келесирии в конце 333 года до н. э. Менон не был единоличным правителем в сатрапии, так военный контингент македонян подчинялся Эригию. Квинт Курций Руф писал, что после того как самаритяне убили Андромаха, «которого царь поставил правителем Сирии», Александр поставил на его место «Мемнона». Предположительно, «Мемнон» является неточностью античного историка и подразумевает Менона, сына Кердима.
Далее, Арриан при описании событий 331 года до н. э., упомянул, что во время пути к Тапсаку Александр «сделал Асклепиодора, сына Эвника, [сатрапом Сирии] вместо Ариммы, который, по его мнению, слишком вяло занимался приготовлением всего, что было приказано ему приготовить для войска, направляющегося в глубь страны.»
Противоречивая информация в античных источниках создаёт комплекс проблем при интерпретации административного деления Сирии при Александре Македонском. По одной версии, после смерти Андромаха сатрапом в северной Сирии стал Менон, которого сменил Аримма, которого в свою очередь Александр заменил Асклепиодором. Возможно, «Аримма» является ошибкой переписчика, который заменил «Менона, сына Кердим(м)а» «Ариммой». Как бы то ни было ни Аримма, ни Менон не упоминаются после 331 года до н. э. Ещё по одной из версий, в 332 году до н. э. Сирия была поделена на несколько административных единиц, одной из которых руководил Менон.